# Мансур ибн Абдул-Азиз Аль Сауд
Мансур ибн Абдул-Азиз Аль Сауд (араб. منصور بن عبد العزيز آل سعود‎ 1921 — 2 мая 1951) — член королевской династии Аль Сауд, сын первого короля Саудовской Аравии Абдул-Азиза. Первый министр обороны Саудовской Аравии (1943—1951).

## Биография

### Детство и юность
Принц Мансур родился в 1921 году.  Он был девятым сыном короля Абдель Азиза. Но Уильям А. Эдди утверждает, что принц Мансур является шестым сыном короля Абдель Азиза.
Его матерью была армянка, Шахида (умерла в 1938). У Мансура было двое младших родных братьев—принц Мишааль (1926—2017) и принц Mутаиб (1931—2019) и  сестра принцесса Кумаш (ум. в 2011).

### Карьера
В 1943 году он официально посетил Каир. Король Абдул-Азиз послал его туда, чтобы поддержать индийских мусульманских солдат и офицеров непосредственно перед битвой при Эль-Аламейне.
Затем он был назначен министром обороны 10 ноября 1943 года. Таким образом, он является первым министром обороны Саудовской Аравии. Он и его брат принц Мухаммад сопровождал короля Абдель-Азиза на заседании с президентом США Франклином Д. Рузвельтом 14 февраля 1945 года. Он также участвовал в совещании короля Абдул-Азиза с премьер-министром Великобритании Уинстоном Черчиллем в Египте в феврале 1945 года. Мансур на посту министра обороны до своей смерти в 1951 году.

### Личная жизнь
Принц Мансур был женат и имел двоих детей, Талал и Mухди. Принц Таляль (1950—2023) воспитывался у его дяди принца Мутаиба после смерти своего отца, Талал женился на дочери принца Мутаиба на принцессе княжна Ноуф. Вскоре женился во второй раз вторая жена принца Мансура была принцесса Захва бинт Абдулазиз бин Сулейман , с Захвой у него была дочь, Нора, которая умерла в детстве.

### Смерть
Принц Мансур умер от алкогольного отравления после вечеринки, организованной его братом, тогдашним губернатором Эр-Рияда Нассером бин Абдулазизом 2 мая 1951 г. Он был похоронен в Аль-Адль кладбище, Мекка. Услышав об этом событии, король Абдулазиз отправил принца Нассера в тюрьму. Нассер бин Абдулазиз впоследствии потерял свой пост и никогда не возвращался к общественной жизни.